# Episodi di Lost Tapes
Di seguito è riportato l'elenco degli episodi di Lost Tapes, una serie docudrama thriller horror trasmessa sul canale Animal Planet.
In Italia la serie è inedita.

## Panoramica della serie
| Stagione | Stagione | Episodi | Prima TV originale | Prima TV originale |
| Stagione | Stagione | Episodi | Inizio             | Fine               |
| -------- | -------- | ------- | ------------------ | ------------------ |
|          | 1        | 14      | 30 ottobre 2008    | 17 febbraio 2009   |
|          | 2        | 10      | 29 settembre 2009  | 24 novembre 2009   |
|          | 3        | 10      | 28 settembre 2010  | 9 novembre 2010    |

## Elenco puntate

### Prima stagione (2008-2009)
| N° | Titolo originale    | Tema                             | Prima TV USA     |
| -- | ------------------- | -------------------------------- | ---------------- |
| 1  | Chupacabra          | Chupacabra                       | 30 ottobre 2008  |
| 2  | Bigfoot             | Bigfoot                          | 30 ottobre 2008  |
| 3  | Monster of Monterey | New Nessie                       | 6 gennaio 2009   |
| 4  | Swamp Creature      | Honey Island Swamp monster       | 6 gennaio 2009   |
| 5  | Oklahoma Octopus    | Oklahoma Octopus                 | 13 gennaio 2009  |
| 6  | Devil Dragon        | Megalania                        | 20 gennaio 2009  |
| 7  | Cave Demons         | Olitiau                          | 27 gennaio 2009  |
| 8  | Death Raptor        | Owlman                           | 27 gennaio 2009  |
| 9  | Megaconda           | Yacumama                         | 3 febbraio 2009  |
| 10 | Thunderbird         | Uccello del tuono                | 3 febbraio 2009  |
| 11 | Skinwalker          | Skinwalker                       | 10 febbraio 2009 |
| 12 | Mothman             | Uomo falena                      | 10 febbraio 2009 |
| 13 | Death Worm          | Verme della morte della Mongolia | 17 febbraio 2009 |
| 14 | Hellhound           | Cane nero                        | 17 febbraio 2009 |

### Seconda stagione (2009)
| N° | Titolo originale    | Tema                         | Prima TV USA      |
| -- | ------------------- | ---------------------------- | ----------------- |
| 1  | Vampire             | Vampiro                      | 29 settembre 2009 |
| 2  | Lizard Man          | Uomo-lucertola di Lee County | 29 settembre 2009 |
| 3  | Southern Sasquatch  | Mostro di Fouke              | 6 ottobre 2009    |
| 4  | Werewolf            | Licantropo                   | 13 ottobre 2009   |
| 5  | Death Crawler       | Centopiedi gigante           | 20 ottobre 2009   |
| 6  | White River Monster | White River Monster          | 27 ottobre 2009   |
| 7  | Jersey Devil        | Diavolo del Jersey           | 3 novembre 2009   |
| 8  | Alien               | Alieno insettoide            | 10 novembre 2009  |
| 9  | Bear Lake Monster   | Bear Lake Monster            | 17 novembre 2009  |
| 10 | Dover Demon         | Demone di Dover              | 24 novembre 2009  |

### Terza stagione (2010)
| N° | Titolo originale           | Tema                | Prima TV USA      |
| -- | -------------------------- | ------------------- | ----------------- |
| 1  | Zombies                    | Zombie              | 28 settembre 2010 |
| 2  | Kraken                     | Kraken              | 28 settembre 2010 |
| 3  | Strigoi Vampire            | Strigoi             | 5 ottobre 2010    |
| 4  | Poltergeist                | Poltergeist         | 5 ottobre 2010    |
| 5  | Devil Monkey               | Devil monkey        | 12 ottobre 2010   |
| 6  | Yeti                       | Yeti                | 12 ottobre 2010   |
| 7  | Wendigo: American Cannibal | Wendigo             | 19 ottobre 2010   |
| 8  | Q: The Serpent God         | Quetzalcoatl        | 26 ottobre 2010   |
| 9  | Beast of Bray Road         | Bestia di Bray Road | 2 novembre 2010   |
| 10 | Reptilian                  | Rettiliani          | 9 novembre 2010   |